# Just for You (filme)
Just for You (Brasil: Filhos Esquecidos / Portugal: Só Para Ti) é um filme estadunidense de 1952, do gênero drama musical, dirigido por Elliott Nugent e estrelado por Bing Crosby e Jane Wyman. O filme, baseado no romance Famous, de Stephen Vincent Benét, mistura com competência música, drama e também comédia e foi um dos mais lucrativos do ano.
A canção Zing a Little Zong, de Harry Warren e Leo Robin, interpretada pela dupla central, foi indicada para o Oscar de Melhor Canção.
Esta foi a única vez que Ethel Barrymore trabalhou na Paramount Pictures. Crosby e Jane haviam atuado juntos no ano anterior, no grande sucesso Here Comes the Groom, de Frank Capra.

## Sinopse
Produtor de sucesso na Broadway, o viúvo Jordan Blake não encontra tempo para os filhos adolescentes Jerry e Barbara. Alertado pela noiva Carolina, ele leva os jovens para passar uns dias de férias nas montanhas. Carolina vai junto e é alvo da paixão de Jerry, que não sabe que ela e o pai estão comprometidos.

## Elenco
| Ator/Atriz       | Personagem            |
| ---------------- | --------------------- |
| Bing Crosby      | Jordan Blake          |
| Jane Wyman       | Carolina Hill         |
| Ethel Barrymore  | Alida De Bronkhart    |
| Robert Arthur    | Jerry Blake           |
| Natalie Wood     | Barbara Blake         |
| Cora Witherspoon | Senhora Angevine      |
| Ben Lessy        | Georgie Polansky      |
| Regis Toomey     | Senhor Hodges         |
| Jack Mulhall     | Major (não-creditado) |

## Principais premiações
| Prêmio | Categoria     | Situação |
| ------ | ------------- | -------- |
| Oscar  | Melhor Canção | Indicado |